# William Swan (Diplomat)
Sir William Swan (* um 1619; † 23. August 1678) war ein englischer Diplomat.
Er stammte vermutlich aus einer Familie des niederen Adels aus Southfleet in Kent. Im Englischen Bürgerkrieg stand er auf Seite der Royalisten, musste ins Exil nach Kontinentaleuropa fliehen und trat spätestens 1645 als Offizier in niederländische Dienste. Dort wurde er 1649 in Breda vom exilierten König Karl II. zum Knight Bachelor geschlagen. Er ließ sich in Hamburg nieder und bereiste in den 1650er Jahren zahlreiche europäische Fürstenhöfe um Gelder für die Restauration Karls II. zu organisieren.
Nach erfolgreicher Restauration Karls II. blieb er in Hamburg und wurde dort ab 1663 englischer Ministerresident und Courtmaster, sowie stellvertretender Gouverneur der Company of Merchant Adventurers. Wiederholt wurde er von Karl II. auf diplomatische Missionen an europäische Fürstenhöfe gesandt, so 1671 und 1678 nach Kursachsen.

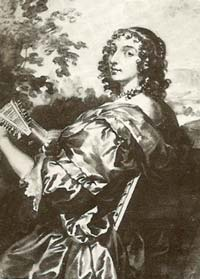
Utricia Ogle, Lady Swan

Am 18. Dezember 1645 hatte er in Utrecht die Sängerin und Musikerin Utricia Ogle (1611–1674), Tochter des Sir John Ogle (1599–1640), englischer Gouverneur von Utrecht, geheiratet. Mit ihr hatte er eine Tochter namens Utricia.
Er starb 1678 im Alter von 59 Jahren.